# Saint-Pierrevillers
Pour l’article homonyme, voir Pierrevillers.
Saint-Pierrevillers est une commune française située dans le département de la Meuse, en région Grand Est.

## Géographie

### Localisation

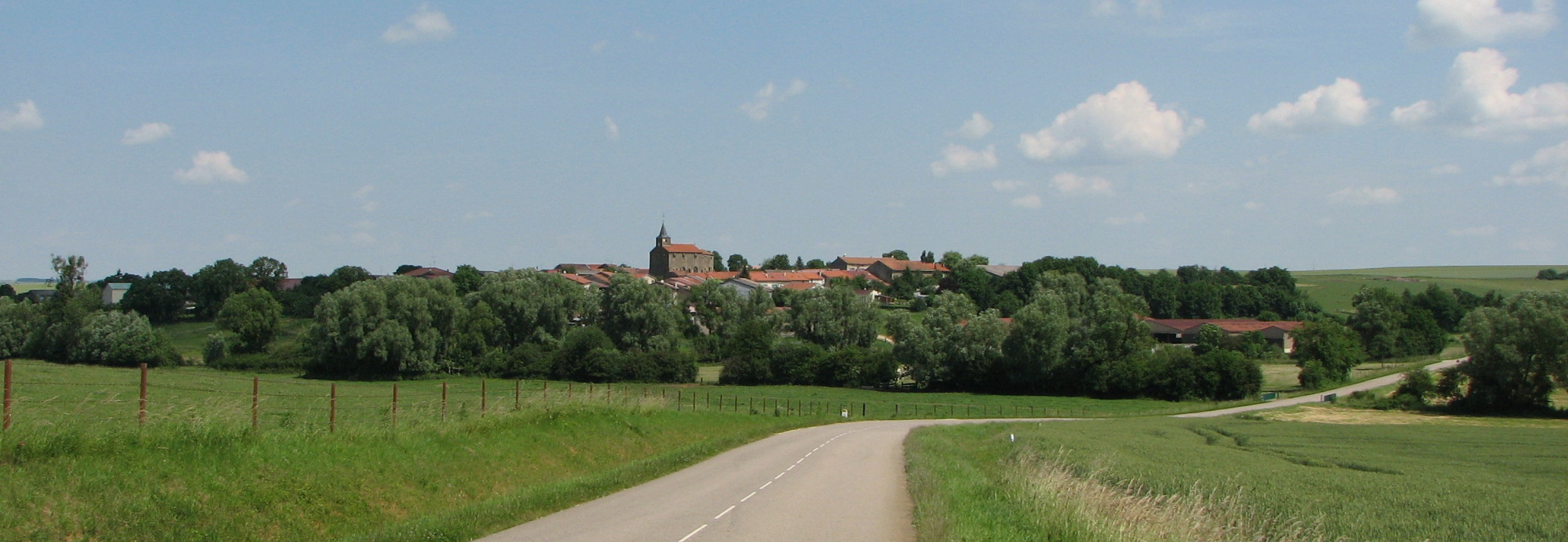
Vue panoramique depuis le sud de Saint-Pierrevillers.

La commune se trouve à l'est de Meuse, à la limite de la Meurthe-et-Moselle, à une dizaine de kilomètres au sud-est de Longuyon.

#### Communes limitrophes
| Rouvrois-sur-Othain | Han-devant-Pierrepont | Han-devant-Pierrepont |
| Nouillonpont        | Saint-Pierrevillers   | Han-devant-Pierrepont |
| Nouillonpont        | Nouillonpont          | Xivry-Circourt        |

### Hydrographie

#### Réseau hydrographique
La commune est dans le bassin versant de la Meuse au sein du bassin Rhin-Meuse. Elle est drainée par le ruisseau des Eurantes et le ruisseau de la Faxe,.

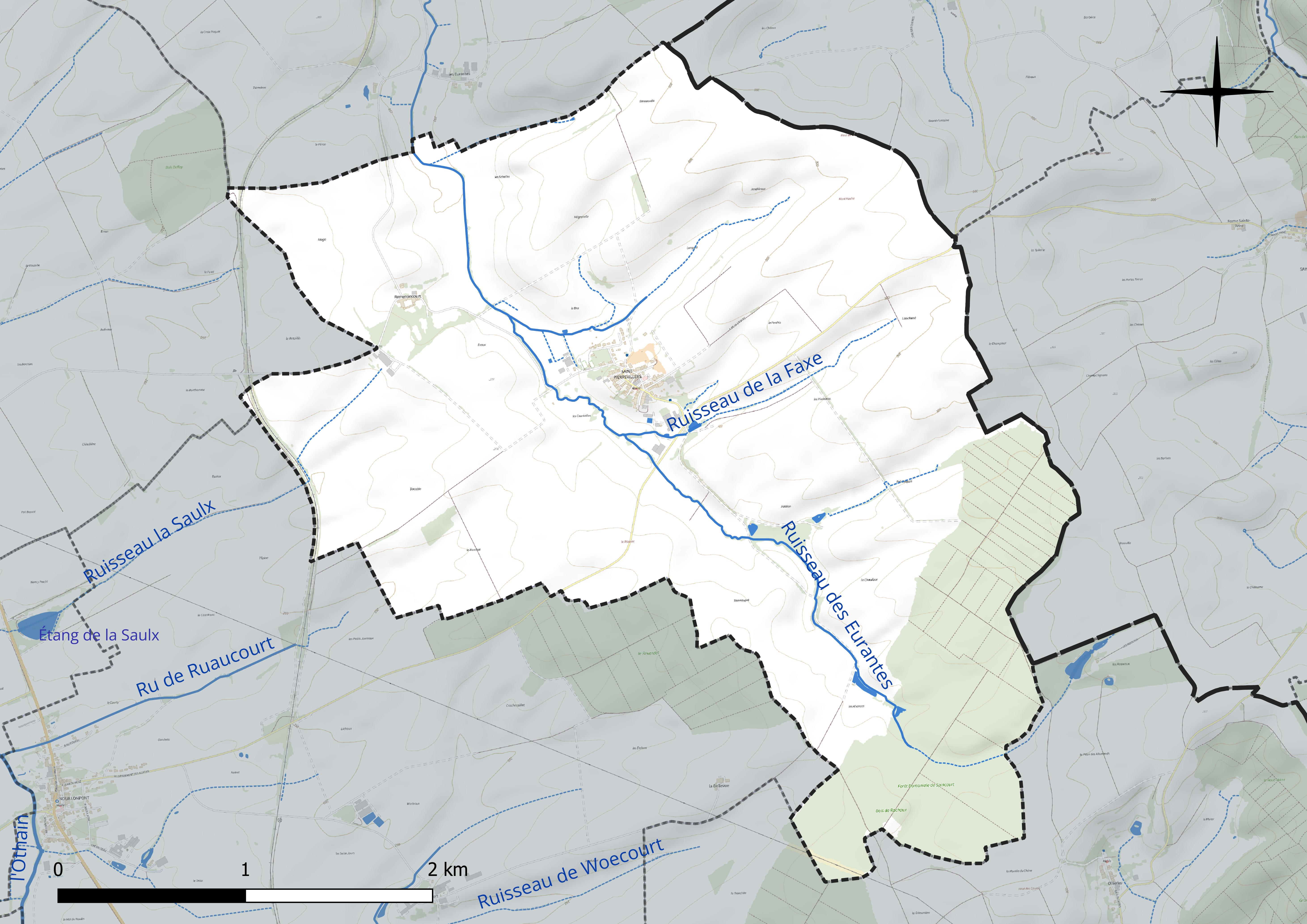
Réseau hydrographique de Saint-Pierrevillers.

#### Gestion et qualité des eaux
Le territoire communal est couvert par le schéma d'aménagement et de gestion des eaux (SAGE) « Bassin ferrifère ». Ce document de planification concerne le périmètre des anciennes galeries des mines de fer, des aquifères et des bassins versants hydrographiques associés qui s’étend sur 2 418 km2. Les bassins versants concernés sont celui de la Chiers en amont de la confluence avec l'Othain, et ses affluents (la Crusnes, la Pienne, l'Othain), celui de l'Orne et ses affluents et celui de la Fensch, le Veymerange, la Kiesel et les parties françaises du bassin versant de l'Alzette et de ses affluents (Kaylbach, ruisseau de Volmerange). Il a été approuvé le 27 mars 2015. La structure porteuse de l'élaboration et de la mise en œuvre est la région Grand Est. 
La qualité des cours d’eau peut être consultée sur un site dédié géré par les agences de l’eau et l’Agence française pour la biodiversité. 

### Climat
Pour des articles plus généraux, voir Climat du Grand Est et Climat de la Meuse.
En 2010, le climat de la commune est de type climat de montagne, selon une étude du Centre national de la recherche scientifique s'appuyant sur une série de données couvrant la période 1971-2000. En 2020, Météo-France publie une typologie des climats de la France métropolitaine dans laquelle la commune est dans une zone de transition entre le climat océanique altéré et le climat océanique altéré et est dans la région climatique  Lorraine, plateau de Langres, Morvan, caractérisée par un hiver rude (1,5 °C), des vents modérés et des brouillards fréquents en automne et hiver. 
Pour la période 1971-2000, la température annuelle moyenne est de 9,4 °C, avec une amplitude thermique annuelle de 16,3 °C. Le cumul annuel moyen de précipitations est de 925 mm, avec 13,9 jours de précipitations en janvier et 9,5 jours en juillet. Pour la période 1991-2020, la température moyenne annuelle observée sur la station météorologique de Météo-France la plus proche, « Villette », sur la commune de Villette à 15 km à vol d'oiseau, est de 10,1 °C et le cumul annuel moyen de précipitations est de 909,4 mm. 
La température maximale relevée sur cette station est de 39 °C, atteinte le 25 juillet 2019 ; la température minimale est de −14,8 °C, atteinte le 20 décembre 2009,,. 
Les paramètres climatiques de la commune ont été estimés pour le milieu du siècle (2041-2070) selon différents scénarios d'émission de gaz à effet de serre à partir des nouvelles projections climatiques de référence DRIAS-2020. Ils sont consultables sur un site dédié publié par Météo-France en novembre 2022.

## Urbanisme

### Typologie
Au 1er janvier 2024, Saint-Pierrevillers est catégorisée commune rurale à habitat dispersé, selon la nouvelle grille communale de densité à sept niveaux définie par l'Insee en 2022.
Elle est située hors unité urbaine. Par ailleurs la commune fait partie de l'aire d'attraction de Longwy, dont elle est une commune de la couronne,. Cette aire, qui regroupe 23 communes, est catégorisée dans les aires de moins de 50 000 habitants,.

### Occupation des sols
L'occupation des sols de la commune, telle qu'elle ressort de la base de données européenne d’occupation biophysique des sols Corine Land Cover (CLC), est marquée par l'importance des territoires agricoles (82,8 % en 2018), une proportion sensiblement équivalente à celle de 1990 (82,9 %). La répartition détaillée en 2018 est la suivante : 
terres arables (65,7 %), prairies (17,1 %), forêts (14,8 %), zones urbanisées (2,4 %). L'évolution de l’occupation des sols de la commune et de ses infrastructures peut être observée sur les différentes représentations cartographiques du territoire : la carte de Cassini (XVIIIe siècle), la carte d'état-major (1820-1866) et les cartes ou photos aériennes de l'IGN pour la période actuelle (1950 à aujourd'hui).

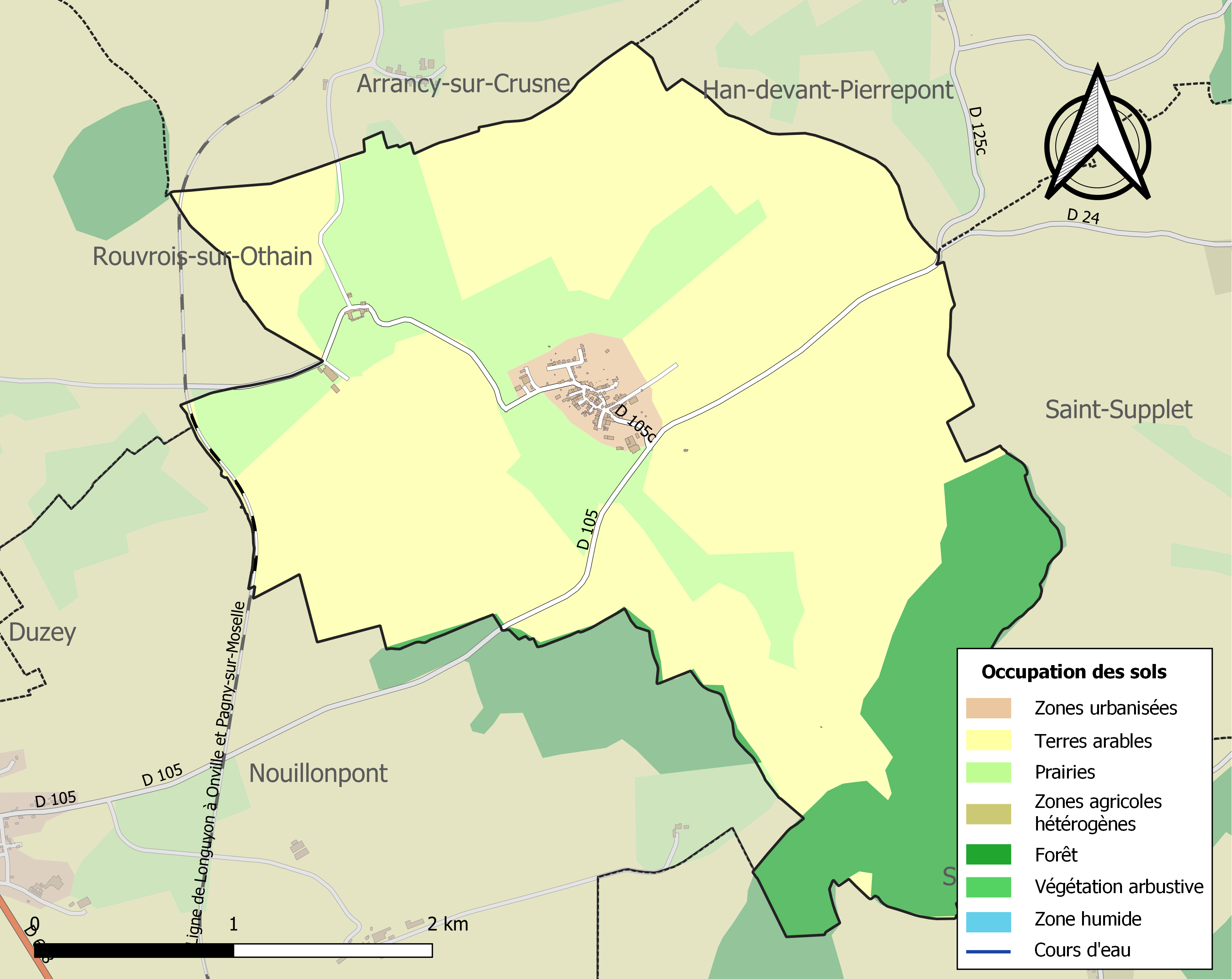
Carte des infrastructures et de l'occupation des sols de la commune en 2018 (CLC).

## Toponymie
Le nom de la localité est attesté sous les formes Saint-Pierre-Viller (1700) ; Sanctus-Petrus-Villaris, Saint-Pierre-Villers (1749).

Saint-Pierre est un hagiotoponyme qui fait référence à l'apôtre Pierre, du latin sanctus et  du nom de saint Petrus, l'apôtre, et du bas latin villare « domaine ».

## Politique et administration
| Période                                  | Période                   | Identité                                          | Étiquette | Qualité |
| ---------------------------------------- | ------------------------- | ------------------------------------------------- | --------- | --- |
| Les données manquantes sont à compléter. |                           |                                                   |           | |
| mars 2001                                | En cours (au 23 mai 2020) | Jean-Marie Missler Réélu pour le mandat 2020-2026 | DVD       | Conseiller général du canton de Spincourt (1998-2015) Conseiller départemental du canton de Bouligny (2015-2021), Président de la Communauté de communes |

## Population et société

### Démographie
L'évolution du nombre d'habitants est connue à travers les recensements de la population effectués dans la commune depuis 1793. Pour les communes de moins de 10 000 habitants, une enquête de recensement portant sur toute la population est réalisée tous les cinq ans, les populations de référence des années intermédiaires étant quant à elles estimées par interpolation ou extrapolation. Pour la commune, le premier recensement exhaustif entrant dans le cadre du nouveau dispositif a été réalisé en 2006.

En 2022, la commune comptait 151 habitants, en évolution de −3,82 % par rapport à 2016 (Meuse : −4,4 %, France hors Mayotte : +2,11 %).
| 1793 | 1800 | 1806 | 1821 | 1831 | 1836 | 1841 | 1846 | 1851 |
| ---- | ---- | ---- | ---- | ---- | ---- | ---- | ---- | ---- |
| 365  | 417  | 414  | 438  | 441  | 472  | 438  | 430  | 427  |

| 1856 | 1861 | 1866 | 1872 | 1876 | 1881 | 1886 | 1891 | 1896 |
| ---- | ---- | ---- | ---- | ---- | ---- | ---- | ---- | ---- |
| 393  | 393  | 399  | 373  | 369  | 374  | 363  | 317  | 279  |

| 1901 | 1906 | 1911 | 1921 | 1926 | 1931 | 1936 | 1946 | 1954 |
| ---- | ---- | ---- | ---- | ---- | ---- | ---- | ---- | ---- |
| 266  | 263  | 233  | 202  | 201  | 202  | 205  | 172  | 187  |

| 1962 | 1968 | 1975 | 1982 | 1990 | 1999 | 2006 | 2011 | 2016 |
| ---- | ---- | ---- | ---- | ---- | ---- | ---- | ---- | ---- |
| 189  | 182  | 160  | 151  | 117  | 140  | 141  | 162  | 157  |

| 2021 | 2022 | - | - | - | - | - | - | - |
| ---- | ---- | - | - | - | - | - | - | - |
| 152  | 151  | - | - | - | - | - | - | - |

## Culture locale et patrimoine

### Lieux et monuments
- L'église Saint-Rémy, du XIIe siècle, fortifiée, mêlant roman et gothique, surélevée au XVe siècle-XVIe siècle pour intégrer les fortifications et la salle de refuge au-dessus de la nef. Des bretèches protègent les ouvertures, à l'étage une cheminée permet de subir un siège prolongé. Elle a été classée monument historique en 1912[22].
- Au cimetière, deux tombes communes, une de soldats français, une de soldats français et allemands inconnus.
- Lavoir.
- Croix de chemin.

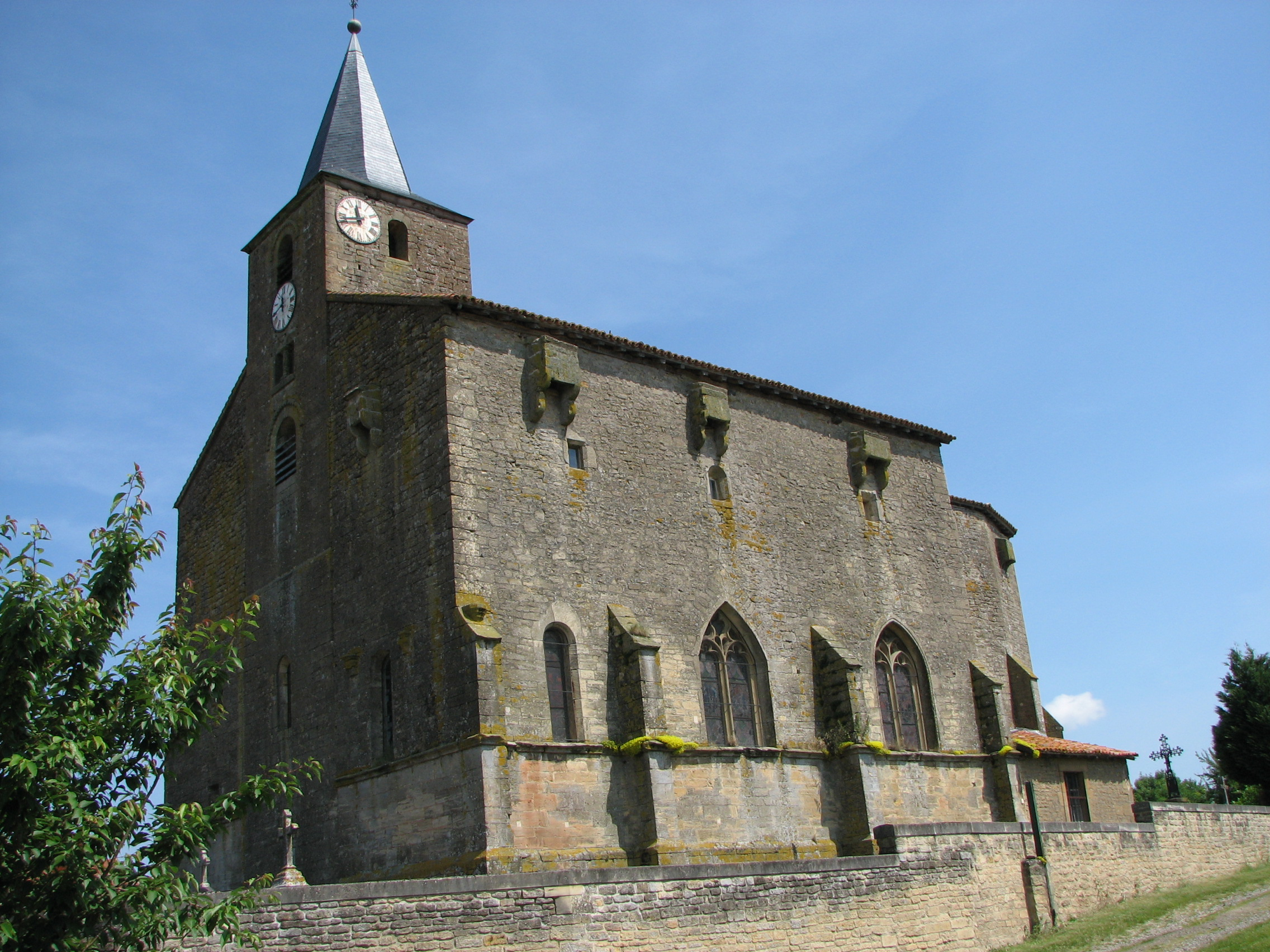
L'église fortifiée Saint-Rémy.
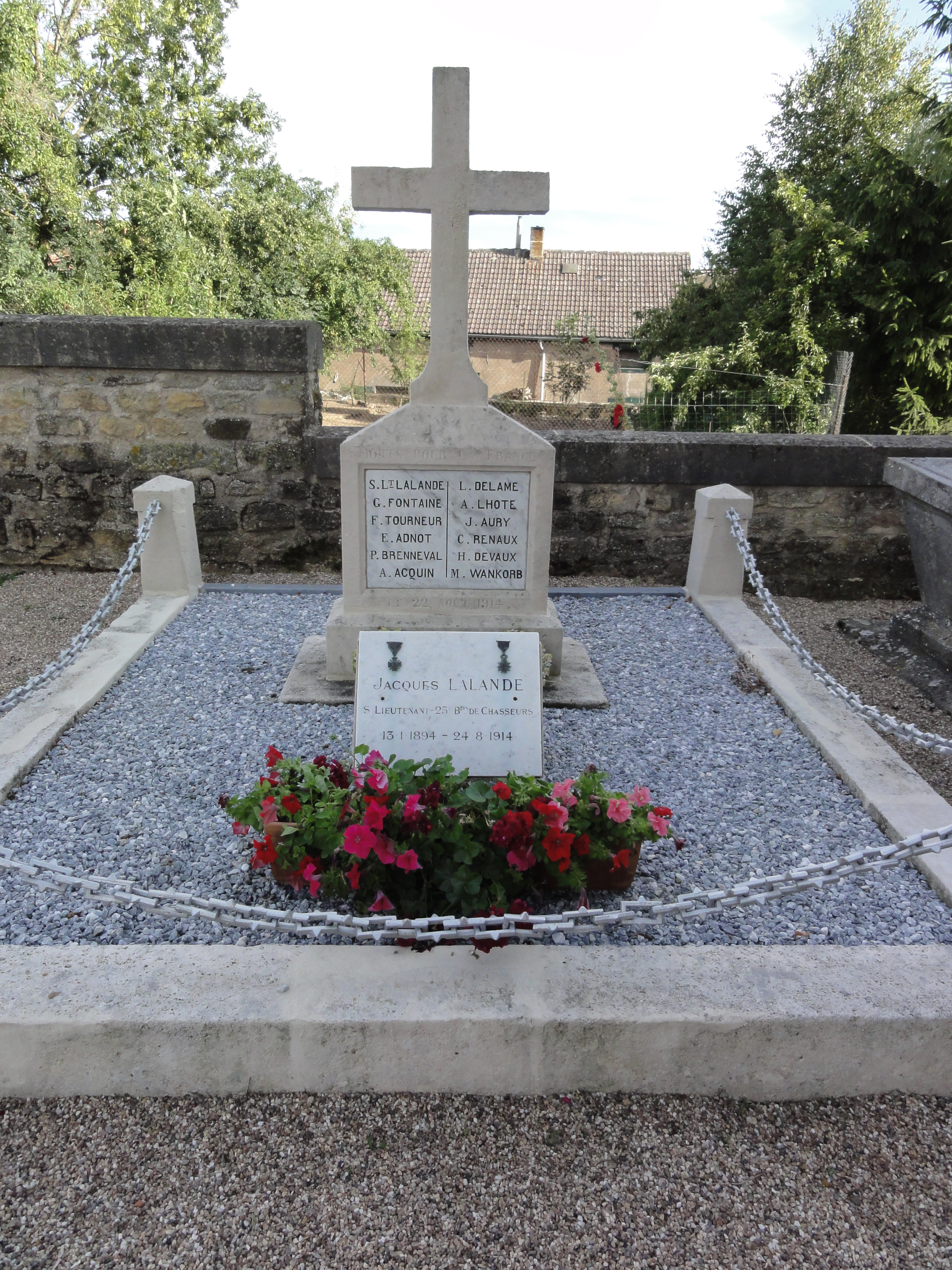
Tombe commune, soldats français.
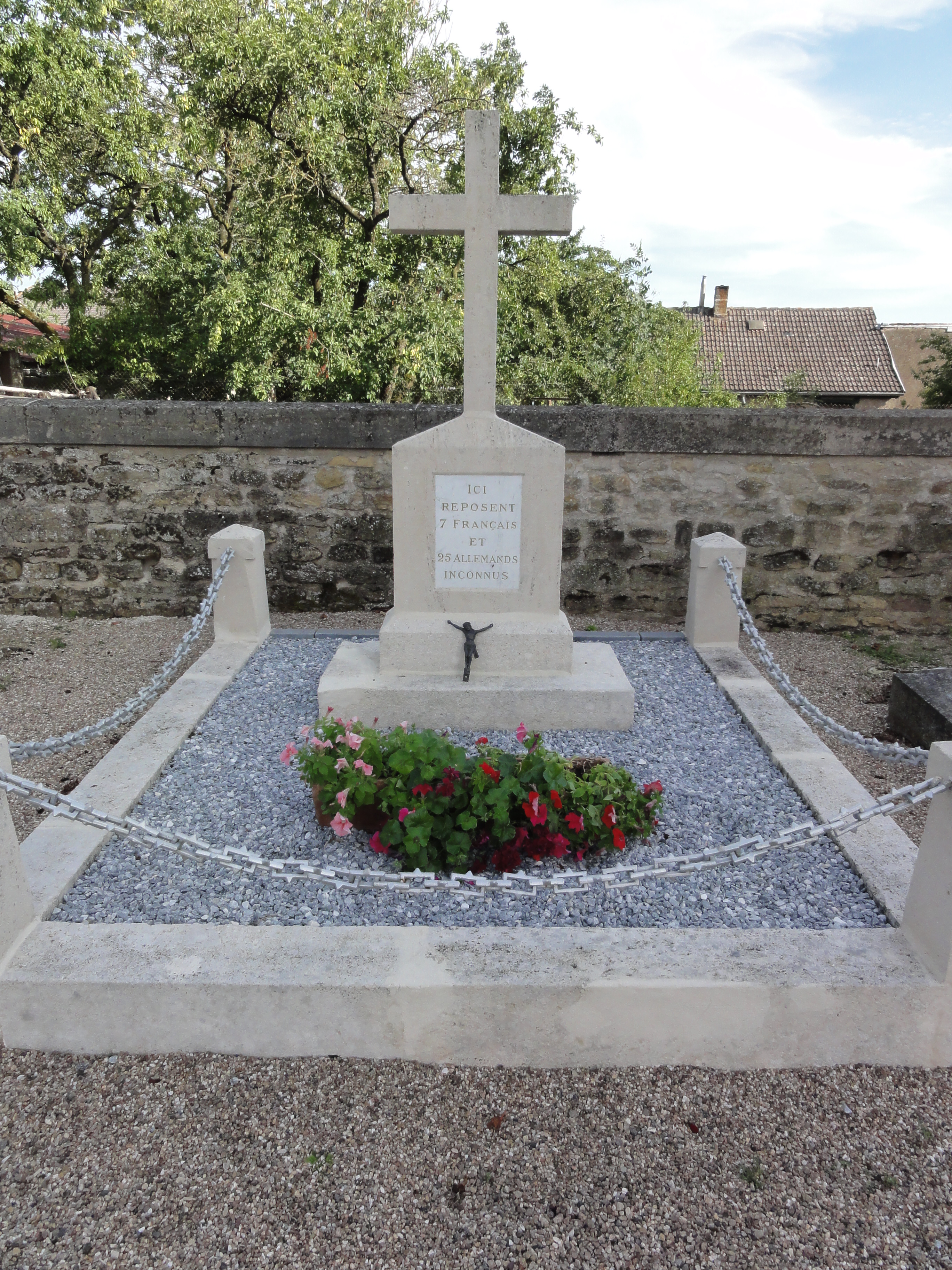
Tombe commune, soldats français et allemands inconnus.
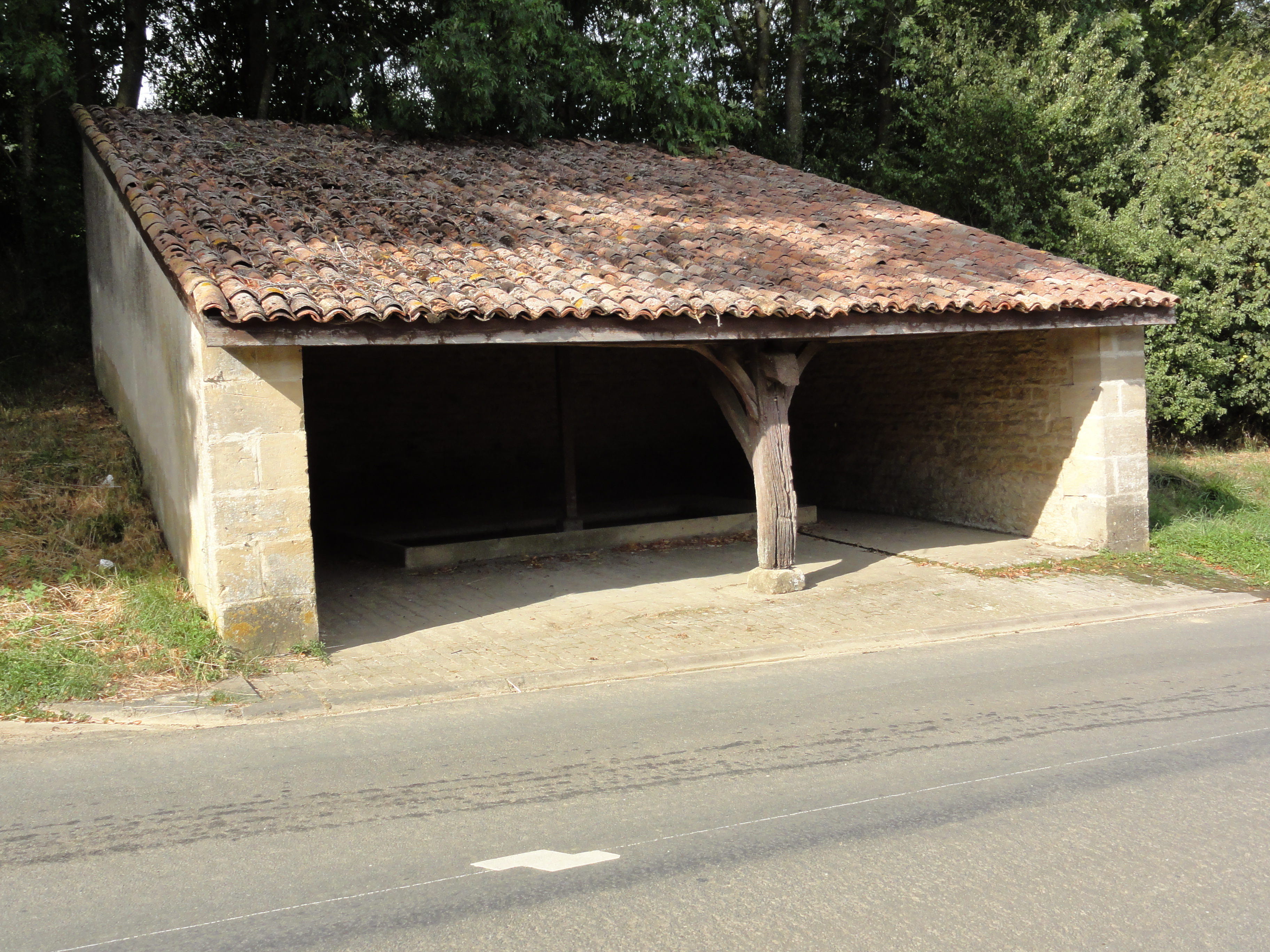
Lavoir.
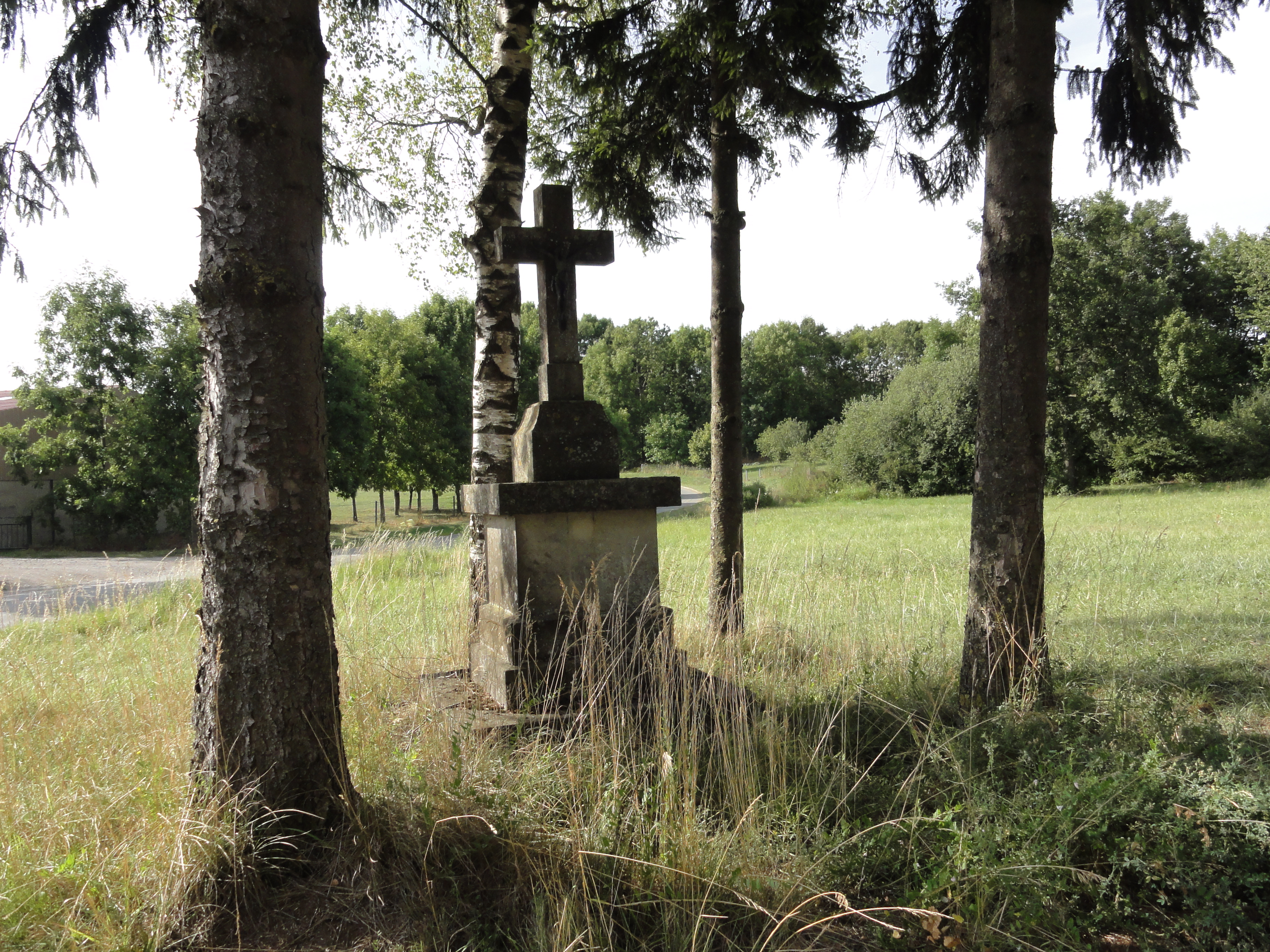
Croix de chemin.

### Personnalités liées à la commune
- La mère du peintre Henri Foreau est née dans la commune.